# 山田拓郎
山田 拓郎（やまだ たくろう、1973年〈昭和48年〉4月1日 - ）は、日本の政治家。前愛知県犬山市長（2期）、元犬山市議会議員（4期）、元犬山市議会議長。

## 来歴
愛知県犬山市愛宕町出身。犬山市立犬山南小学校、犬山市立城東中学校、美濃加茂高等学校、名古屋経済大学経済学部卒業。大学卒業後は民間企業に勤めるほか、愛知県議会議員の田中志典の秘書を務めた。
1999年（平成11年）4月、犬山市議会議員選挙に出馬し初当選。2003年（平成15年）4月、市議選に2期目の当選。
2006年（平成18年）11月20日、犬山市長の石田芳弘が翌年2月実施の愛知県知事選挙に出馬するために辞職。これに伴って同年12月17日に行われた犬山市長選挙に無所属で出馬。同選挙は計8名の候補者による争いとなったが、山田は次点で落選。当選者はかつて秘書として仕えた田中志典であった。
※当日有権者数：58,922人 最終投票率：56.72%（前回比：－7.91pts）
| 候補者名             | 年齢 | 所属党派 | 新旧別 | 得票数   | 得票率 | 推薦・支持 |
| -------------------- | ---- | -------- | ------ | -------- | ------ | ---------- |
| 田中志典             | 48   | 無所属   | 新     | 13,068票 | 39.61% |            |
| 山田拓郎             | 33   | 無所属   | 新     | 5,132票  | 15.56% |            |
| ビアンキ・アンソニー | 48   | 無所属   | 新     | 4,837票  | 14.66% |            |
| 坂部太一             | 35   | 無所属   | 新     | 4,275票  | 12.96% |            |
| 村田恵子             | 65   | 無所属   | 新     | 2,111票  | 6.40%  |            |
| 前田英男             | 53   | 無所属   | 新     | 2,081票  | 6.31%  |            |
| 川村佳代子           | 64   | 無所属   | 新     | 1,208票  | 3.66%  |            |
| 稲垣岩男             | 63   | 無所属   | 新     | 279票    | 0.84%  |            |

2007年（平成19年）4月、犬山市議選に出馬し3期目の当選。2011年（平成23年）4月、4期目の当選（3,368票を得てトップ当選）。
2014年（平成26年）10月20日、翌月の犬山市長選挙に立候補することを表明。同年11月30日に行われた市長選では、市民団体「新時代の市長を創る会」を中心にボランティアらが活発に活動。石田芳弘前市長のほか、民主党系や日本共産党所属の市議らの支援も受け、現職の田中志典を破り初当選した。選挙の結果は以下のとおり。
※当日有権者数：58,941人 最終投票率：54.13%（前回比：＋3.31pts）
| 候補者名 | 年齢 | 所属党派 | 新旧別 | 得票数   | 得票率 | 推薦・支持 |
| -------- | ---- | -------- | ------ | -------- | ------ | ---------- |
| 山田拓郎 | 41   | 無所属   | 新     | 16,970票 | 53.81% |            |
| 田中志典 | 56   | 無所属   | 現     | 14,564票 | 46.19% |            |

2018年（平成30年）、計20人の市議のうち17人の支援を受け、元職の田中志典を破り再選。投票率は49.63％で過去最低を記録した。選挙の結果は以下のとおり。
※当日有権者数：60,183人 最終投票率：49.63%（前回比：－4.50pts）
| 候補者名 | 年齢 | 所属党派 | 新旧別 | 得票数   | 得票率 | 推薦・支持 |
| -------- | ---- | -------- | ------ | -------- | ------ | ---------- |
| 山田拓郎 | 45   | 無所属   | 新     | 20,471票 | 69.14% |            |
| 田中志典 | 60   | 無所属   | 元     | 9,136票  | 30.86% |            |

2022年（令和4年）4月28日、「政策課題としていた案件はおおむね達成、もしくは道筋が付いた。市長としてやるべきことはやりきった」として、同年11月20日告示の市長選には出馬せず、2期8年で退任すると表明した。

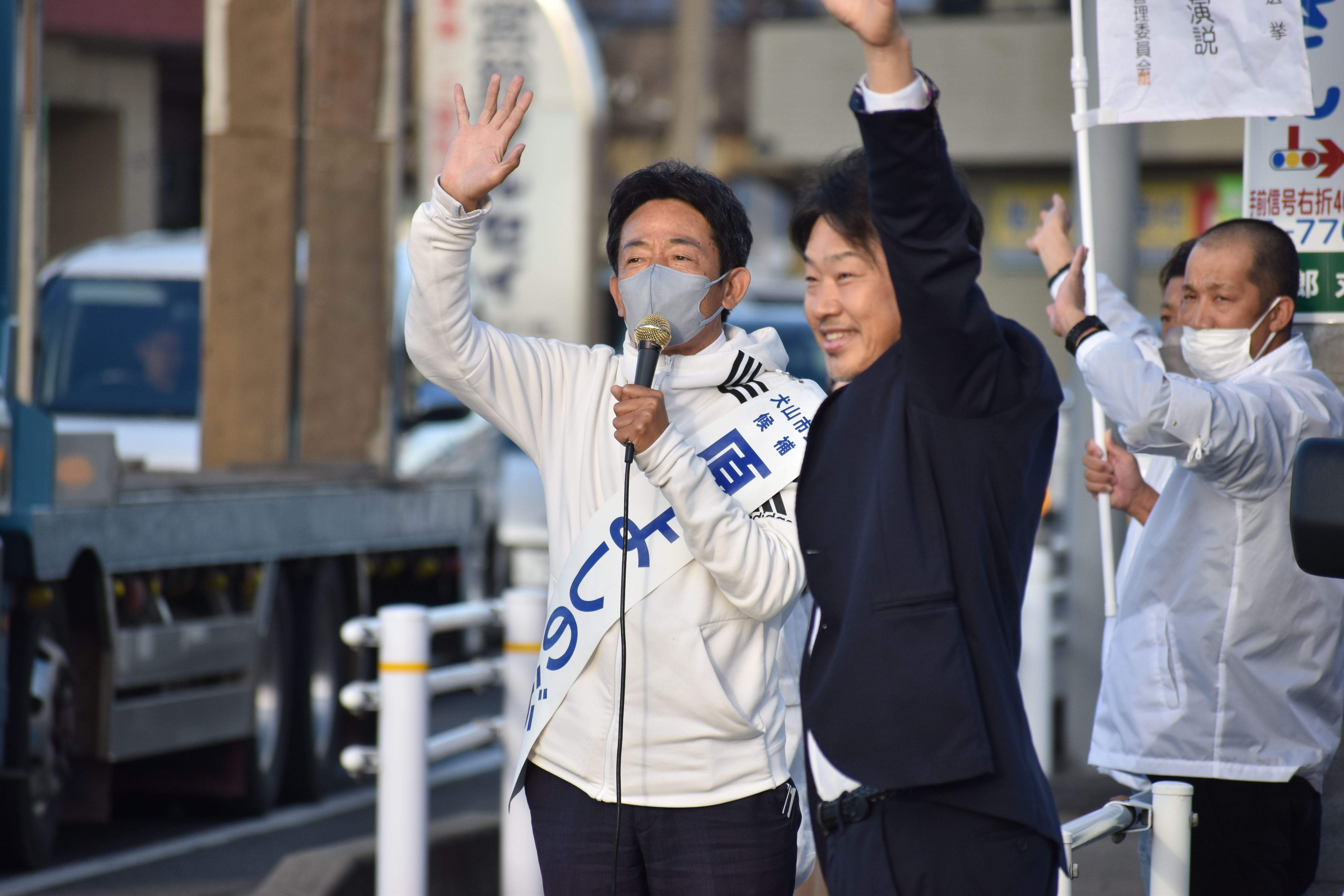
2022年11月26日、原と共に街頭演説に立つ山田（カネスエ五郎丸店にて）

11月20日告示の犬山市長選挙では、元愛知県議会議員の原欣伸を後継指名し全面支援し、原の選挙演説に精力的に応援弁士として入った。11月27日の投開票の結果、元市議の丸山幸治、元市長の田中志典を破り原が当選し、山田は「市政を担うスタートラインに立った」と喜んだ。

## 市政
- 「一円でも多く稼ぎ、一円でも無駄をなくす」というフレーズを繰り返し、財源確保に特に力を入れた。山田の就任直前は寄付額わずか30万円で赤字になっていたふるさと納税は、犬山らしい返礼品を増やすよう指示し続け、今やベビーチェアを稼ぎ頭に寄付額は10億円に迫る[13]。子ども医療費を中学卒業まで無料にし（現在は高校卒業まで）、膠着状態にあった新ごみ処理施設の建設もめどを付けた。
- 公約の進捗状況は毎年、ホームページなどで公表。「市民が市政を評価する判断材料を示す」というのが理由だが、山田は「自分に対する追い込みの意味合いもあった」と明かした。
- 犬山市のほぼ中央、国道41号と名鉄小牧線の交差点から東側にあたる橋爪・五郎丸地区に壮大な「道の駅」構想を描いていた[14]。まず呼び水として「道の駅」を造り、その周辺に商業施設の進出を促す。そこで生まれる税収を原資に、小牧線新駅や住宅地を整備していくという内容。市は市政の最上位計画である総合計画などを見直し、同地区を「新たな都市拠点および交流エリア」に位置付けた。これまでのように農業振興を図るのではなく、犬山駅周辺と同様、賑わい溢れる「都市拠点」にすると旗を立て、2020年3月には道の駅エリア基本計画を策定した。しかし同年5月、予算も含めてコロナ対応を最優先せざるを得ないこと、商業地への民間参入が見通せなくなったことを理由に「取り組みを当面、見合わせる」と発表。道の駅構想は宙に浮いた状態となり、最後となった2022年10月の定例記者会見で、道の駅については「成果が得られなかった」と唇をかみ、今後どうなるかは「次の市政の中の政策判断になっていく」と述べるにとどめた。国道41号では2023年度に五郎丸交差点までの6車線化工事が完了する。
- 2020年（令和2年）4月20日、犬山市は、新型コロナウイルス感染対策で休業や営業時間短縮に取り組んだ市内の中小企業や個人事業主に独自で15万円の協力金を支給すると発表した。県の50万円の協力金の対象から漏れる事業者の救済を目指す。320件の申請を見込んでおり、4,800万円の補正予算案を同年4月末開会予定の市議会臨時会に提案する[15]。
- 2021年（令和3年）1月8日、行政文書などを適切に管理し保存するための「公文書管理条例」を制定すると発表。市議会2月定例会に提出され、3月22日に可決された[16]。同条例の制定は愛知県内では初めてとなる[17]。
- 2022年（令和4年）11月24日、市内を南北に貫く新たな幹線道路「市道富岡荒井線」を全線開通させた[18]。計画ができたのは1971年だが、用地買収が思うように進まず、完成までに半世紀が過ぎていた。停滞感のあったこの事業に山田は「何が何でも通すぞ。トンネル掘ってでもやれ」とハッパをかけ、地権者交渉に当たった職員は「市長の強い意志に腹をくくった」と明かした。新道は結果的に、山田の最後の功績となった。

## 人物
市議時代からの座右の銘は「信なくば立たず」。政治は民衆の信頼がなければ成り立たない、という意味。

## 統一教会との関係
2022年（令和4年）8月24日、自身のFacebookにて、旧統一教会（現・世界平和統一家庭連合）との関係について公表した。山田は2019年から2021年にかけて世界平和統一家庭連合とその関連団体主催のシンポジウムなどに計4回出席し、市政報告や挨拶をした。このうち1回は犬山市と市教育委員会が後援名義の使用を許可しており、市などは同月22日に後援を取り消した。山田が出席したのは2019年（令和元年）6月22日、市の複合施設「フロイデ」で開かれたシンポジウム「魁モデルシティづくり犬山」で、翌日も別のイベントで挨拶したほか、2020年2月と2021年11月には、旧統一教会の犬山市内の施設で市政報告も行った。いずれも謝礼は受け取っていないという。また、犬山市は2018年から4年間に渡り教会の関連団体から計5回、合わせて35万円の寄付金を受け取っており、市の広報に団体名が掲載されていた。山田は「公職者が接点をもつことで、公的に（団体を）奨励するかのような印象を世間に与えてしまう」として謝罪し、今後は「組織とは一線を引いて対応したい」とした。